# Helotropha leucostigma
Helotropha leucostigma, formerly Celaena leucostigma là một loài bướm đêm thuộc họ Noctuidae. Nó được tìm thấy ở miền Cổ bắc.

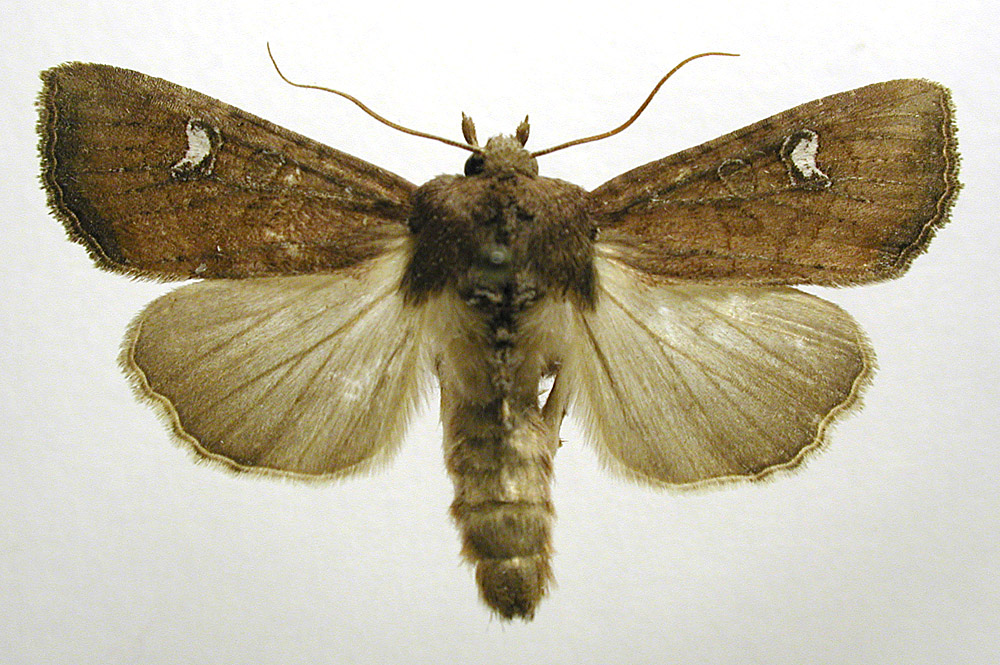
Mounted

Sải cánh dài 37–44 mm. Con trưởng thành bay từ tháng 6 đến tháng 10 tùy theo địa điểm.
Ấu trùng ăn Iris pseudacorus và Cladium mariscus.

## Hình ảnh

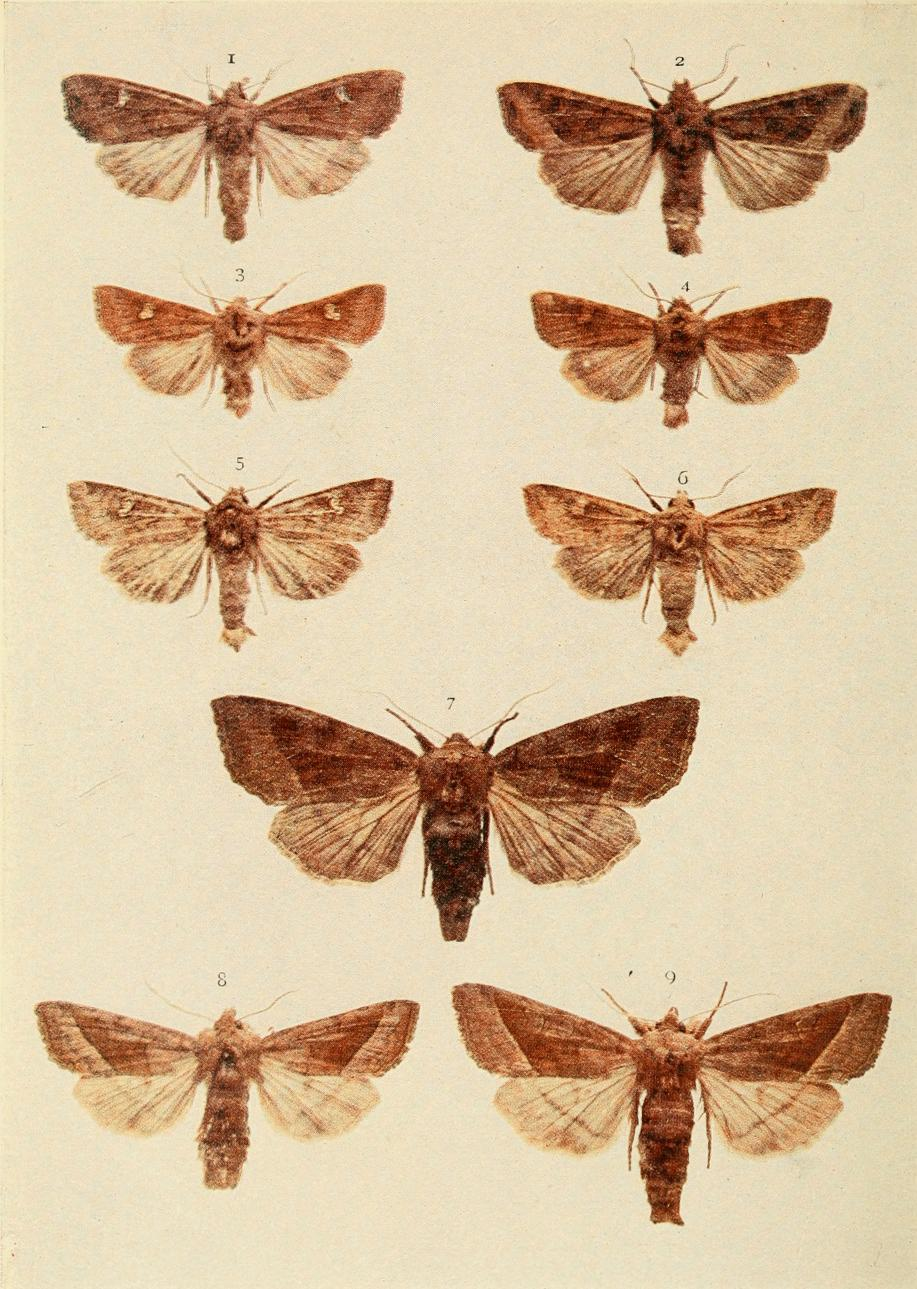